# Gloydius tsushimaensis
Gloydius tsushimaensis este o specie de șerpi din genul Gloydius, familia Viperidae, descrisă de Isogawa, Moriya și Mitsui 1994. Conform Catalogue of Life specia Gloydius tsushimaensis nu are subspecii cunoscute.